# Феліція Цурилова
Феліція Цурилова (пол. Felicja Curyłowa; 1904, Заліпе — 1974, Заліпе) — польська народна художниця. Після смерті Феліції Цурилової, оскільки вона була найвідомішим художником місцевого традиційного декоративного стилю «Мальована Хата» («Malowana Chata»), її колишній будинок був відкритий для публіки як музей просто неба..

## Життя та творчість

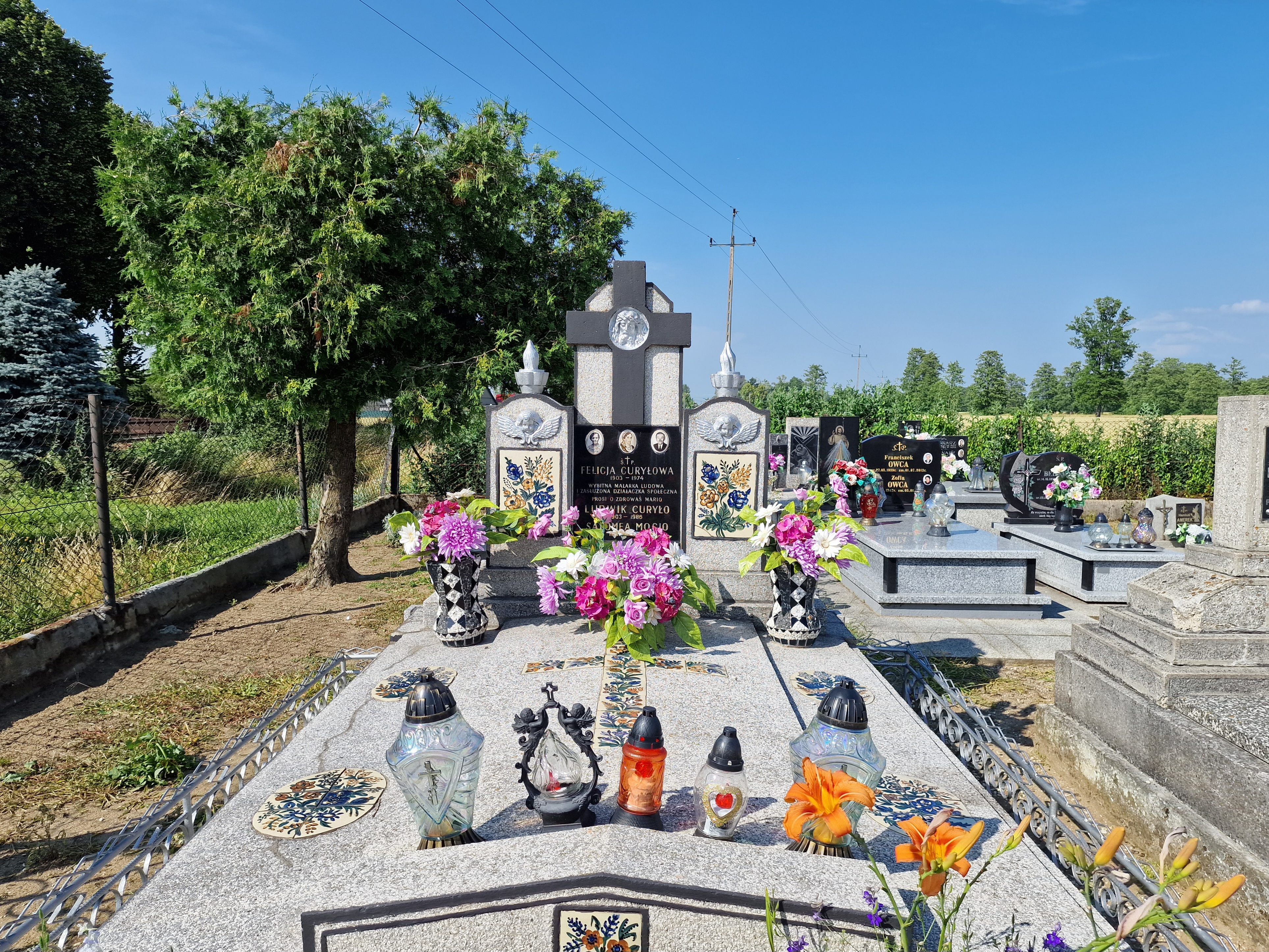
Могила

Феліція Цурилова народилася в селі Заліпе в 1904 році.
Вона розписала квітковим орнаментом усі доступні поверхні у своєму домі, малюючи на штукатурці, папері, тканині, роблячи аплікації. Окрім малювання, художниця займалася декоративними ремеслами: створювала традиційні вироби з тканини та цигаркового паперу. Також вона розписала інтер'єри ресторану «Wierzynek» у Кракові та їдальні на круїзному лайнері «MS Batory», її малюнки були використані для декорування порцелянових виробів.
Будинки, розписані художницею на її власному подвір'ї, стали етнографічною пам'яткою, яку масово відвідували туристи за її життя.
Померла Феліція Цурилова в 1974 році. Похована в Заліпе на цвинтарі поруч із костелом Святого Юзефа.

## Вшанування пам'яті
Після смерті Феліції Цурилової хутір викупила в родини художниці організація народних художніх промислів «Cepelia», яка в 1978 році передала його Окружному музею в Тарнові (нині хутір Феліції Курилової є філією Етнографічного музею). В 1981 році до цієї садиби було перенесено будівлю ХІХ ст. з іншої частини села. Зараз увесь комплекс — відкритий для туристів музей народної архітектури та мистецтва під відкритим небом.

## Галерея

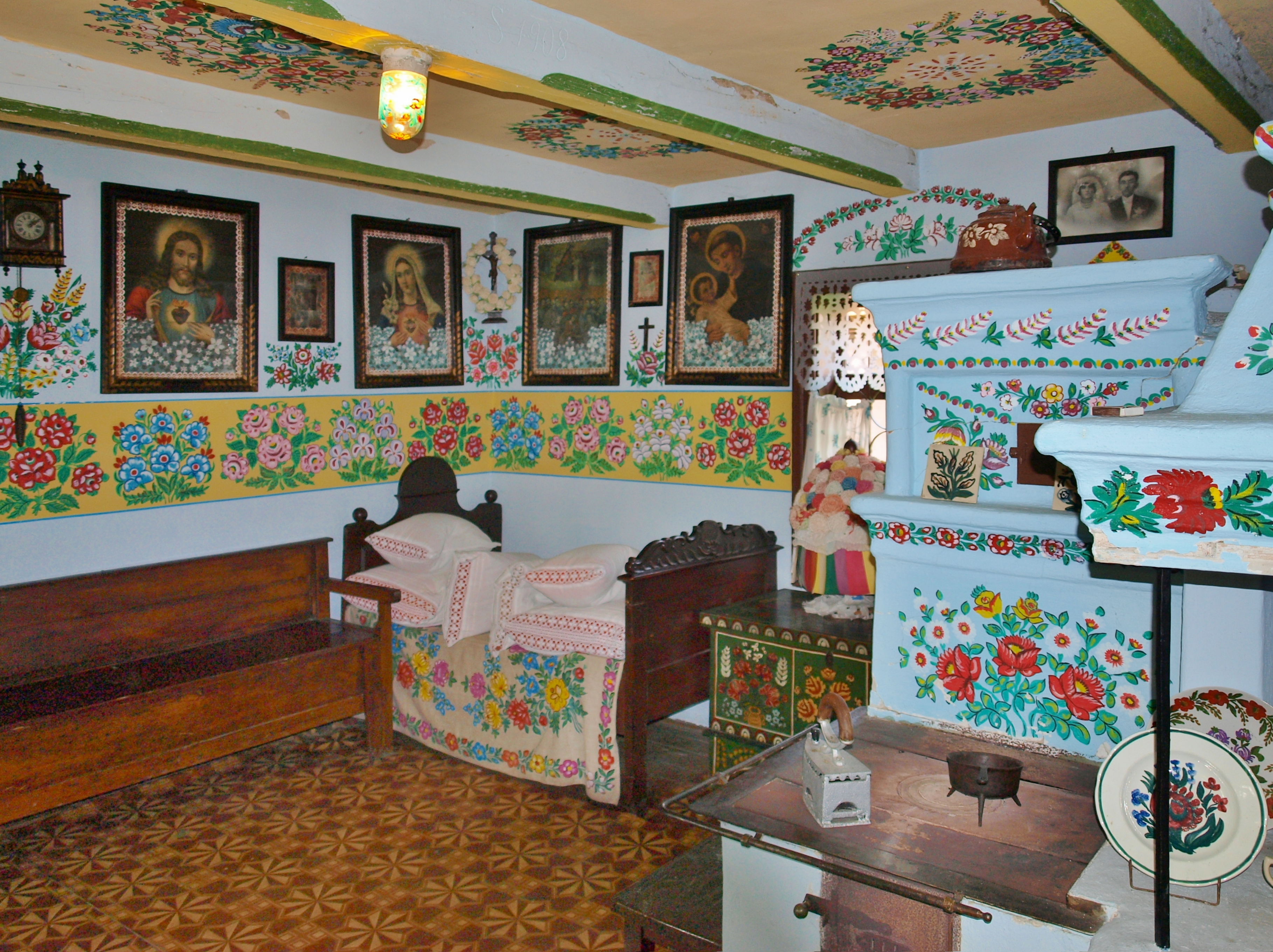
Кухня в хаті Феліції Цурилової
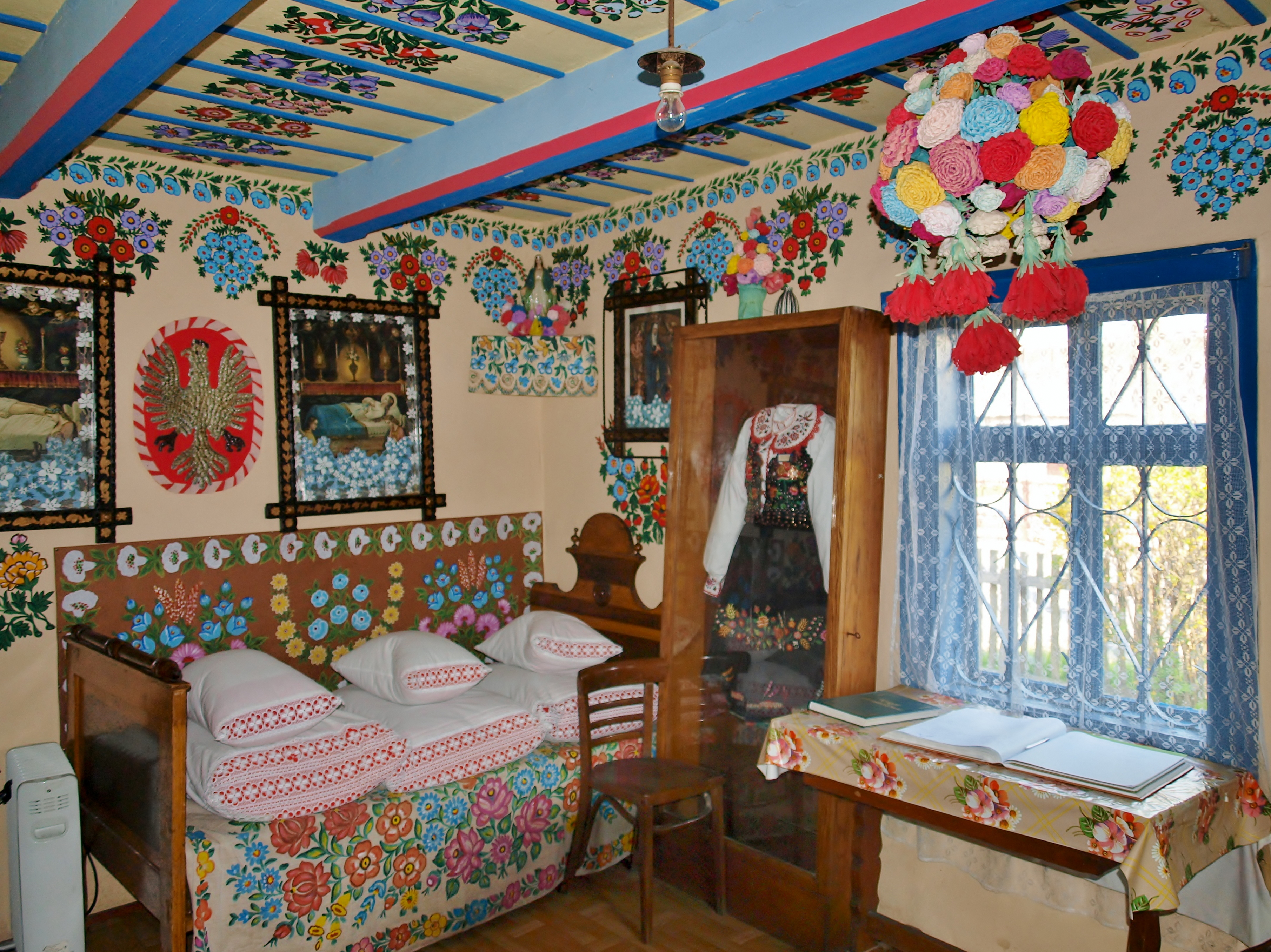
Кімната в хаті Феліції Цурилової
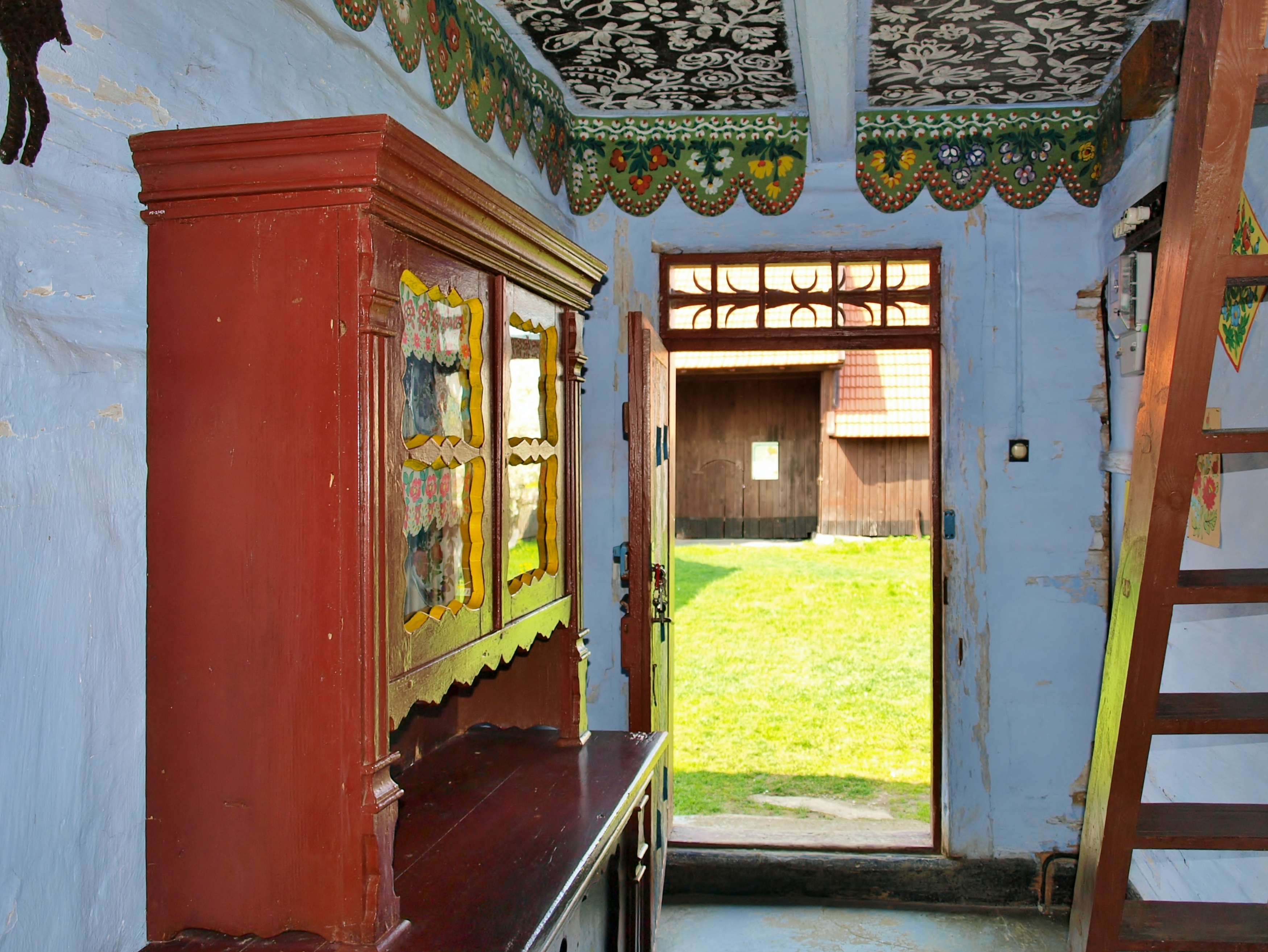
Передпокій у хаті Феліції Цурилової